# Município de Reed (condado de Seneca, Ohio)
O município de Reed (em inglês: Reed Township) é um município localizado no condado de Seneca no estado estadounidense de Ohio. No ano de 2010 tinha uma população de 848 habitantes e uma densidade populacional de 8,48 pessoas por km².

## Geografia
O município de Reed encontra-se localizado nas coordenadas 41° 07′ 27″ N, 82° 53′ 46″ O. Segundo a Departamento do Censo dos Estados Unidos, o município tem uma superfície total de 100 km², da qual 100 km² correspondem a terra firme e (0 %) 0 km² é água.

## Demografia
Segundo o censo de 2010, tinha 848 pessoas residindo no município de Reed. A densidade populacional era de 8,48 hab./km². Dos 848 habitantes, o município de Reed estava composto pelo 99,41 % brancos, o 0,12 % eram afroamericanos, o 0,24 % eram asiáticos e o 0,24 % eram de uma mistura de raças. Do total da população o 1,06 % eram hispanos ou latinos de qualquer raça.